# 紀元前406年
紀元前406年（きげんぜん406ねん）は、ローマ暦の年である。
当時は、「コッスス、アムブストゥス、コッスス、ポティトゥスが執政武官に就任した年」として知られていた（もしくは、それほど使われてはいないが、ローマ建国紀元348年）。紀年法として西暦（キリスト紀元）がヨーロッパで広く普及した中世時代初期以降、この年は紀元前406年と表記されるのが一般的となった。

## 他の紀年法
- 干支 : 乙亥
- 日本
  - 皇紀255年
  - 孝昭天皇70年
- 中国
  - 周 - 威烈王20年
  - 秦 - 簡公9年
  - 晋 - 烈公10年
  - 楚 - 声王2年
  - 斉 - 宣公50年
  - 燕 - 簡公9年
  - 趙 - 烈侯3年
  - 魏 - 文侯40年
  - 韓 - 景侯3年
- 朝鮮
  - 檀紀1928年
- ベトナム :
- 仏滅紀元 : 139年
- ユダヤ暦 : 3355年 - 3356年

## できごと

### ギリシア
- カリクラティダス (Callicratidas) が、リュサンドロスに代わってスパルタの艦隊指揮官に任命された。カリクラティダスは艦隊を召集し、レスボス島のメテュムナ (Methymna) に向かい、この町に攻城戦を仕掛けた。この動きはアテナイへの穀物供給を脅かすものとなった。
- アテナイの艦隊司令アルキビアデスが、将軍たちの会議によって更迭された。代わって、この会議の一員であったコノン提督がアテナイから派遣され、ミティリーニを支援して参戦した。レスボス島防衛のため、コノンは、数において劣る自分の艦隊を、サモス島から、ミティリーニに近いヘカトンネシ島 (Hekatonnesi) へと移動させた。カリクラティダスからの攻撃を受けたコノンは、ミティリーニまで退却したが、そこでカリクラティダスのスパルタ艦隊に行く手を阻まれた。
- レスボス島近くで戦われたアルギヌサイの海戦 (Battle of Arginusae) は、アテナイ側が勝利し、コノンの封じ込めは失敗した。コノンを支援するため、アテナイ市民たちが編制した艦隊は、ほとんどが新造船から成り、乗組員の練度も不十分だった。この急ごしらえの艦隊はスパルタ艦隊より劣っていたが、艦隊の指揮官たちは新しい、変則的な戦術を用い、その結果、アテナイ側が意外にも劇的な勝利を収めることになった。スパルタ軍は大打撃を受け、カリクラティダスも殺された。
- 戦いの後、アテナイに戻ったテラメネス (Theramenes) は、戦闘を指揮した8人の将軍たちを非難するアテネ市民たち動きを煽動した。アテナイに帰還した6人の将軍たちは、戦闘中に航行不能となった味方の艦船から生存者の救助を怠ったとして糾弾された。将軍たちは、ペリクレスの息子（小ペリクレス）を含め、皆死刑となった。
- スパルタは和平を申し出たが、アテナイの指導者クレオポン (Cleophon) をこれを拒んだ。スパルタは、アケメネス朝ペルシア帝国のサトラップ（太守）小キュロスの求めに応じ、ヘレスポントス（ダーダネルス海峡）の艦隊の指揮権をリュサンドロスに与えた。

### 共和政ローマ
- ローマ軍は、以降10年に及ぶウェイイの攻城戦を始めた。

### カルタゴ
- カルタゴ勢は、再びシチリアに侵攻し、アクラガス（アグリゲントゥム）を攻めた。その軍営で、疫病（腺ペスト）が発生し、将軍ハンニバル・マゴも罹患して病死した。指揮を引き継いだヒミルコ (Himilco) は、アクラガス、ゲラ、カマリナ を陥れた。ゲラの町は破壊され、財宝は奪われた。攻撃を生き延びた者はシュラクサイへ逃れた。疫病は、帰還した兵士たちによって、カルタゴに持ち込まれた。

## 死去
- エウリピデス - アテナイの劇作家（紀元前480年ころ生）
- ハンニバル・マゴ - カルタゴの将軍
- ソポクレス - アテナイの劇作家、政治家（紀元前495年ころ生）